# Llengües ekoid
Les llengües ekoid són un grup lingüístic que pertany a la família lingüística de llengües bantus meridionals. Les llengües que en formen part es parlen sobretot al sud-est de Nigèria.
Les llengües que formen part del grup lingüístic són l'ejagham, l'ndoe i les llengües bakor: l'abanyom, l'efutop, l'ekajuk, l'nde-nsele-nta, l'nkem-nkum i l'nnam.
Les llengües ekoid han estat associades amb les llengües bantus sense que el seu estatus hagi estat definit exactament.

## Fonologia
Es va reconstruir el proto-ekoid. Aquest tenia les vocals: *i e ɛ a ɔ o u/ i els tons alt, baix, creixent, decaient i to trencat. Es creu que hi podien haver les següents consonants:
| m   | n   | ɲ ~ ŋ | ɲ ~ ŋ | ŋm    |
| p b | t d | tʃ dʒ | k ɡ   | kp ɡb |
| f v | s z | ʃ     |       |       |
| β   | l r | j     | ɣ     | w     |

## Estudis
Clarke va fer la primera publicació de materials sobre llengües ekoids (1948); aquest va llistar cinc dialectes i va llistar una petita llista de paraules de cadascun. Els altres estudis importants són Koelle (1854), Thomas (1914) i Johnston (1919–1922). Cust (1883) fou el primer que va mostrar els lligams entre les llengües del grup lingüístic i les llengües bantus, tot i que no les va considerar com a tal. Thomas (1927) fou el primer lingüista que va classificar les llengües ekoid com llengües bantus. Altres estudis les van considerar erròniament llengües nyang.
Guthrie (1967–1971) no considerava les llengües ekoid com llengües bantus i Williamson (1971) va dir que eren llengües wide bantu, les que són conegudes com a bantoid.
Totes les classificacions modernes de les llengües ekoid estan basades en Crabb (1969) i aquesta font fou utilitzada per Watters (1981) per estudiar la proto-fonologia de l'ekoid. El treballs sobre l'ejagham de Watters (1980-81), ha ampliat el coneixement sobre els dialectes camerunesos de l'ekoid.